# Hans Peter Kosack
Hans Peter Kosack (ur. 18 lipca 1912 w Królewcu, zm. 19 kwietnia 1976 w Bonn) – niemiecki geograf i kartograf.
Studiował geografię Uniwersytecie w Królewcu, 25 września 1935 obronił doktorat. Profesor Uniwersytetów w Królewcu i Berlinie. Po II wojnie światowej pracownik Bundesanstalt für Landeskunde und Raumforschung w Bad Godesberg. Był znawcą starych map. Szczególnie interesował się zagadnieniami geografii rejonów polarnych, kartografii polarnej, problematyką rzeźby i zlodowaceń, ale także geografią obszarów czarnomorskich. Często odwiedzał Polskę, zwłaszcza w latach 1936–1939, przede wszystkim jako gość Instytutu Geograficznego we Lwowie. Drukował artykuły w polskich czasopismach, m.in. w Kosmosie. Znał język polski, rosyjski i bułgarski. Czytał prace polskie w oryginałach. Wydał m.in. dwie fundamentalne pozycje: Die Antarktis (1955) i Die Polarforschung (1967). Ta druga była obszerną encyklopedią zagadnień polarnych. Mimo że był uznanym autorytetem w zakresie tematyki polarnej, to (z uwagi na słaby stan zdrowia) nigdy nie przebywał poza kołem polarnym.